# Castell de la Roca del Vallès
El castell de la Roca del Vallès és un edifici del municipi homònim (Vallès Oriental), declarat bé cultural d'interès nacional. Es troba al cim d'un turó des d'on domina la vall del riu Mogent i el pas de la Via Augusta, que travessava el Vallès.

## Història
Les primeres referències documentals sobre la Roca són del 932, quan es va consagrar l'església de Sant Sadurní de la Roca. Cap al 1023, el castlà era Arnau Mir de Tost, que abusà del seu poder, segons un queixa de Ramon Berenguer I. Posteriorment, el comte el donà a Guillem de Muntanyola o de Vacarisses, succeït pels seus fills Renard i Bernard Guillem, ardiaca, que el 1084 el tenien per meitat i en disposaven mig any cadascun, com a feudataris de Berenguer Ramon de Montcada.
Al segle xii, la propietat passà al llinatge dels Bell-lloc mitjançant el casament de Sança, senyora de la Roca, amb Guillem de Bell-lloc. El seu fill homònim va fer testament el 1172 i deixà el castell al seu fill, en cas que fous un mascle, i en cas contrari, al seu germà Bernat. El 1261, la senyora del castell era la seva filla Guilleuma de Bell-lloc, que el cedí al seu espòs Guillem de Montclús amb la condició que el vengués i destinés els guanys a sufragis per la seva ànima, les ànimes dels pares i la d'ell mateix. Uns anys més tard, el senyor del castell era Berenguer de Sant Lleïr, que el 1276 establí com a hereu el seu germà Bertran.

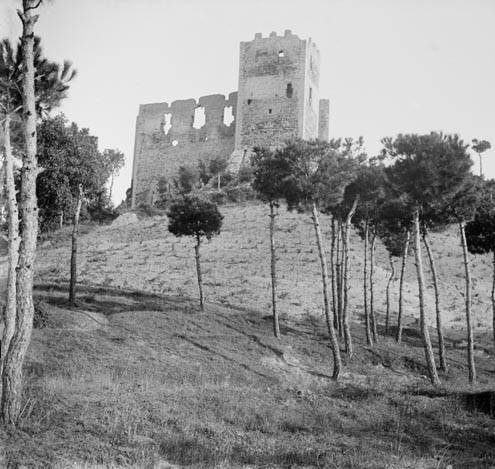
Ruïnes del castell de la Roca del Vallès (1898)

El 1283, el senyor n'era Ramon de Cabrera, que tingué diversos litigis amb els seus vassalls a causa dels tributs, i el 1287 el vengué al notari reial Pere Marquès. El 1336, el seu descendent Francesc Marquès va retre homenatge al rei Pere III, però el 1343 li comprà la jurisdicció omnímoda, i el 1357 el mer i mixt imperi i les jurisdiccions alta, baixa i criminal. Segons els fogatges de 1365-1370, s'hi comptaven 205 focs. El 1374, els vassalls aconseguiren incorporar-se de nou a la corona, però el 1382, el rei tornà a vendre la jurisdicció a Francesc Marquès que, com que no li pagà els censos que li devia, el 1392 la perdé a favor de Pere Rovira. El seu fill Pere Arnau Marquès, la recuperà de nou, però el 1405 la vengué a Ramon de Torrelles i de Blanes, que va retre homenatge al rei Martí l'Humà.
Va ser succeït pel seu fill Martí Benet de Torrelles i de Fenollar (†1463), que lluità a favor de la Generalitat durant la Guerra Civil catalana. El 1467, el seu fill Martí Joan de Torrelles i de Sentmenat (†1497) fou nomenat baró de la Roca pel príncep de Girona Joan d'Anjou, en nom del seu pare, el rei Renat. Fou succeït pel seu fill Martí de Joan de Torrelles i de Bell-lloc, i aquest pel seu fill Jeroni Restitut de Torrelles i Hospital (†1550). El seu fill Àngel Ramon de Torrells i de Llordat (†1464) es carregà de deutes i els creditors li prengueren la jurisdicció civil i la hi vengueren als habitants de la localitat.
El seu fill Pere Antoni de Torrelles i de Torrelles morí sense descendència i fou succeït pel seu cosí Ramon Martí Joan de Torrelles i de Palou. El 1587, la seva filla Elionor de Torrelles i de Gualbes-Santcliment es va casar amb Joan Baptista de Sentmenat i d'Alentorn, i l'hereu fou Ramon de Torrelles-Sentmenat, succeït pel seu germà Francesc (1597-1621), i aquest pel seu germà Miquel. El succeí el seu nebot Pere de Sentmenat-Torrelles i de Perapertusa (1633-1717), al que el 1714 li foren confiscats els bens, i el castell passà a mans la comunitat de preveres de Santa Maria del Mar.
A partir del 1862, el castell tingué diversos propietaris: Jaume Miquel i Ferrer, Magí Porta i Rubió, Joaquim Alomar i Font, Francesc Rivière i Chavanay i Antoni Rivière i Manén, que el 1952 el va fer restaurar.

## Arquitectura
El castell, que s'adapta al relleu del cim del turó, té una planta trapezoidal. Al costat occidental sembla que hi havia l'entrada principal i una massissa torre mestra, de planta rectangular, formant un talús molt inclinat, amb un pis més d'alçada. A la part de llevant hi ha una bestorre de planta triangular o relente i a l'angle nord-est una bestorre semicircular, que a causa de la seva forma troncocònica i del seu aparell constructiu, format per pedres sense treballar i maons, ha de ser com a mínim del segle xiii.
No es conservava el mur de la banda de migdia, reconstruït durant la restauració. En aquesta zona es troba el nucli residencial, amb una gran estança amb finestres coronelles, i el seu mur està coronat per merlets. Les sales estan decorades per grans finestrals on hi ha esculpit l'escut d'armes dels Torrelles esculpit.